# Życie Tatarskie
Życie Tatarskie – dwumiesięcznik środowiskowy, wydawany od 1998 do 2017 w Sokółce, jako pismo Oddziału Podlaskiego Związek Tatarów Rzeczypospolitej Polskiej. Pismo było poświęcone historii i kulturze Tatarów – jego celem jest integrowanie społeczności polskich Tatarów. Ostatni numer (nr 45/2017) poświęcony został jubileuszowi 20-lecia Rady Wspólnej Katolików i Muzułmanów.
Życie Tatarskie było też wydawane w latach 1934–1939 w Wilnie, pod redakcją Stefana Tuhan-Baranowskiego. Był to organ wileńskiego oddziału Związku Kulturalno-Oświatowego, którego celem było szerzenie oświaty wśród najuboższych warstw społeczeństwa tatarskiego.